# José Abreu (calciatore)
José Abreu (Guimarães, 14 novembre 1989) è un ex calciatore portoghese, di ruolo centrocampista.

## Carriera

### Nazionale
Ha collezionato 3 presenze con la propria nazionale.